# Sudamericano de Futsal Sub-20 de 2010
El Sudamericano de Futsal Sub-20 de 2010 es la IV edición del Sudamericano. Esta versión del torneo se realizó en Colombia, entre el 29 de octubre y el 7 de noviembre de 2010. Organizado por la Conmebol, la confederación de fútbol de América del Sur.
El evento contó con la participación de diez equipos, del torneo tomaron parte nueve selecciones sudamericanas. Estos nueve participantes fueron divididos en dos grupos de cinco y cuatro equipos, los cuales se enfrentaron en un Sistema de todos-contra-todos de un solo partido. Los dos mejores equipos de cada grupo avanzaron a la siguiente etapa, en que se hizo un proceso de eliminación directa hasta determinar al campeón del torneo.

## Organización
El torneo se jugó en su totalidad en el Ditaires Coliseo de la ciudad de Itagüí en el departamento de Antioquia.

### Árbitros
- Marcelo Bais
- Gean Telles
- Rafael Villouta
- Francisco Correa
- Wilson Martínez
- Jorge Palacios
- Joel Ruiz
- César Málaga
- Héctor Rojas
- Fernando Ríos
- Manuel Benítez

## Equipos participantes
Participaron nueve de las diez selecciones nacionales de futsal afiliadas a la Conmebol.
| Equipos participantes | Equipos participantes | Equipos participantes | Equipos participantes |
| --------------------- | --------------------- | --------------------- | --------------------- |
| Argentina             | Colombia              | Perú                  |                       |
| Brasil                | Ecuador               | Uruguay               |                       |
| Chile                 | Paraguay              | Venezuela             |                       |

## Primera fase
Leyenda: Pts: Puntos; PJ: Partidos jugados; PG: Partidos ganados; PE: Partidos empatados; PP: Partidos perdidos; GF: Goles a favor; GC: Goles en contra; Dif: Diferencia de goles.

### Grupo A
| Equipo    | Pts | PJ | PG | PE | PP | GF | GC | Dif |
| --------- | --- | -- | -- | -- | -- | -- | -- | --- |
| Uruguay   | 8   | 4  | 2  | 2  | 0  | 17 | 10 | +7  |
| Colombia  | 8   | 4  | 2  | 2  | 0  | 15 | 8  | +7  |
| Venezuela | 5   | 4  | 1  | 2  | 1  | 7  | 9  | -2  |
| Perú      | 3   | 4  | 1  | 0  | 3  | 12 | 20 | -8  |
| Chile     | 2   | 4  | 0  | 2  | 2  | 14 | 18 | -4  |

| 30 de octubre de 2010, 16:30 | Chile | 5:6 | Perú | Ditaires Coliseo, Itagüí |  |

| 30 de octubre de 2010, 20:30 | Colombia | 3:3 | Uruguay | Ditaires Coliseo, Itagüí |  |

| 31 de octubre de 2010, 15:30 | Venezuela | 1:1 | Uruguay | Ditaires Coliseo, Itagüí |  |

| 31 de octubre de 2010, 20:00 | Colombia | 3:3 | Chile | Ditaires Coliseo, Itagüí |  |

| 1 de noviembre de 2010, 15:30 | Uruguay | 5:2 | Chile | Ditaires Coliseo, Itagüí |  |

| 1 de noviembre de 2010, 17:00 | Venezuela | 2:0 | Perú | Ditaires Coliseo, Itagüí |  |

| 2 de noviembre de 2010, 17:00 | Chile | 4:4 | Venezuela | Ditaires Coliseo, Itagüí |  |

| 2 de noviembre de 2010, 20:00 | Colombia | 5:2 | Perú | Ditaires Coliseo, Itagüí |  |

| 3 de noviembre de 2010, 20:00 | Perú | 4:8 | Uruguay | Ditaires Coliseo, Itagüí |  |

| 3 de noviembre de 2010, 20:00 | Colombia | 4:0 | Venezuela | Ditaires Coliseo, Itagüí |  |

### Grupo B[3]
| Equipo    | Pts | PJ | PG | PE | PP | GF | GC | Dif |
| --------- | --- | -- | -- | -- | -- | -- | -- | --- |
| Argentina | 7   | 3  | 2  | 1  | 0  | 10 | 3  | +7  |
| Brasil    | 6   | 3  | 2  | 0  | 1  | 20 | 3  | +17 |
| Paraguay  | 4   | 3  | 1  | 1  | 1  | 16 | 11 | +5  |
| Ecuador   | 0   | 3  | 0  | 0  | 3  | 5  | 34 | -29 |

| 30 de octubre de 2010, 18:00 | Ecuador | 0:13 | Brasil | Ditaires Coliseo, Itagüí |  |

| 31 de octubre de 2010, 17:00 | Argentina | 7:1 | Ecuador | Ditaires Coliseo, Itagüí |  |

| 1 de noviembre de 2010, 20:00 | Argentina | 1:1 | Paraguay | Ditaires Coliseo, Itagüí |  |

| 2 de noviembre de 2010, 18:30 | Paraguay | 1:6 | Brasil | Ditaires Coliseo, Itagüí |  |

| 3 de noviembre de 2010, 15:30 | Paraguay | 14:4 | Ecuador | Ditaires Coliseo, Itagüí |  |

| 3 de noviembre de 2010, 18:30 | Brasil | 1:2 | Argentina | Ditaires Coliseo, Itagüí |  |

## Fase final

### Cuadro de desarrollo
|  | Semifinales | Semifinales |          |        | Final        | Final        |  |
|  | 2010        | 2010        |          |        | 2010         | 2010         |  |
|  |             |             |          |        |              |              |  |
|  |             |             |          |        |              |              |  |
|  | Uruguay     | 3           |          |        |              |              |  |
|  | Uruguay     | 3           |          |        |              |              |  |
|  | Brasil      | 5           |          |        |              |              |  |
|  | Brasil      | 5           |          | Brasil | 4            |              |  |
|  |             |             |          | Brasil | 4            |              |  |
|  |             |             | Colombia | 2      |              |              |  |
|  | Argentina   | 2           | Colombia | 2      |              |              |  |
|  | Argentina   | 2           |          |        |              |              |  |
|  | Colombia    | 3           |          |        | Tercer lugar | Tercer lugar |  |
|  | Colombia    | 3           |          |        | Tercer lugar | Tercer lugar |  |
|  |             |             |          |        |              |              |  |
|  |             |             |          |        | Uruguay      | 1            |  |
|  |             |             |          |        | Uruguay      | 1            |  |
|  |             |             |          |        | Argentina    | 3            |  |
|  |             |             |          |        | Argentina    | 3            |  |
|  |             |             |          |        |              |              |  |

### Semifinales
| 2010 | Uruguay | 3:5 | Brasil | Ditaires Coliseo, Itagüí |  |

| 2010 | Argentina | 2:3 | Colombia | Ditaires Coliseo, Itagüí |  |

### Tercer lugar
| 2010 | Uruguay | 1:3 | Argentina | Ditaires Coliseo, Itagüí |  |

### Final
| 2010 | Brasil | 4:2 | Colombia | Ditaires Coliseo, Itagüí |  |

|                            |
| Bandera de Brasil          |
| Campeón Brasil 4.to Título |

## Tabla general
| Pos. | Equipo    | Pts | PJ | PG | PE | PP | GF | GC | Dif. | Rend. |
| ---- | --------- | --- | -- | -- | -- | -- | -- | -- | ---- | ----- |
| 1    | Brasil    | 15  | 5  | 4  | 0  | 1  | 29 | 8  | +21  | 80%   |
| 2    | Colombia  | 11  | 6  | 3  | 2  | 1  | 20 | 14 | +6   | 61,1% |
| 3    | Argentina | 10  | 5  | 3  | 1  | 1  | 15 | 7  | +8   | 66,6% |
| 4    | Uruguay   | 8   | 6  | 2  | 2  | 2  | 21 | 18 | +3   | 44,4% |
| 5    | Venezuela | 5   | 4  | 1  | 2  | 1  | 7  | 9  | -2   | 41,6% |
| 6    | Paraguay  | 4   | 3  | 1  | 1  | 1  | 16 | 11 | +5   | 33,3% |
| 7    | Perú      | 3   | 4  | 1  | 0  | 3  | 12 | 20 | -8   | 25%   |
| 8    | Chile     | 2   | 4  | 0  | 2  | 2  | 14 | 18 | -4   | 16,6% |
| 9    | Ecuador   | 0   | 3  | 0  | 0  | 3  | 5  | 34 | -29  | 0%    |